# Elida Campodónico
Elida Luisa Campodónico Moreno, née le 6 août 1894 à Macaracas (Colombie, de nos jours au Panama) et morte le 6 janvier 1960 à Panama (Panama), est une féministe, enseignante, avocate et diplomate panaméenne. Elle est l'une des fondatrices du Parti national féministe et une militante pour le droit de vote des femmes. Créatrice de la branche panaméenne de La Gota de Leche (es), elle est la deuxième femme du Panama à devenir avocate. Après l'instauration du suffrage féminin en 1946, elle rejoint le corps diplomatique et devient l'une des premières femmes ambassadrice d'Amérique latine, envoyée au Mexique en 1952.

## Biographie

### Origines, études et carrière d'enseignante
Elle naît à Macaracas (province de Los Santos, département de Panama, Grande Colombie). Elle est la fille de Josefa María Moreno et de José Campodónico. Sa mère, originaire du Panama, est la fille du docteur Manuel Balbino Moreno. Son père est un marchand et un éleveur d'origine italienne. Alors qu'elle a neuf ans, en 1903, le Panama obtient son indépendance de la Colombie. Elida Campodónico effectue ses études primaires à La Villa de Los Santos et se rend ensuite à Panama pour faire ses études secondaires à l'école catholique Santa María. Avec son frère, Domiluis, elle va à Bellinzone (Suisse) pour compléter sa formation. En 1919, elle décroche un diplôme afin de pouvoir enseigner en maternelle et en primaire, ainsi que des certificats d'enseignement du français, de l'italien et de l'espagnol. De retour à Panama, elle devient professeur d'histoire-géographie à l'école de formation des enseignants. Elle épouse José Daniel Crespo (es), également professeur. Leurs méthodes d'enseignement étant considérées comme trop progressives, le couple est renvoyé de l'école normale. Ils mettent alors en place dans leur maison une école chargée de former des enseignants de maternelle, utilisant la méthode Montessori.

### Vie politique, militantisme féministe et carrière d'avocate
En 1923, elle rejoint Otilia Arosemena de Tejeira (es), Clara González, Enriqueta Morales (en) et Sara Sotillo pour fonder le Parti national féministe (en espagnol : Partido Nacional Feminista ou PNF) et la Société nationale pour le progrès de la femme (en espagnol : Sociedad Nacional para el Progreso de la Mujer). Elle a été vice-présidente du PNF. L'année suivante, ces femmes, avec Rosa Navas, créent l'École de culture féministe (en espagnol : Escuela de Cultura Femenina) afin de donner des conférences sur l'éducation civique, l'histoire et la politique et ainsi préparer les femmes à participer à la vie politique et professionnelle,. Elida Campodónico contribue également à l'établissement d'une branche panaméenne de La Gota de Leche (es), une organisation humanitaire destinée à fournir du lait aux enfants sous-alimentés.
Dans les années 1930, après avoir eu quatre enfants, elle fréquente l'École libre de droit (en espagnol : Escuela Libre de Derecho) du Panama. En 1935, elle devient la deuxième femme panaméenne à obtenir un diplôme de droit - la première était Clara González - avec une thèse intitulée La delincuencia de la mujer en Panamá (« La délinquance des femmes au Panama »). Elle devient avocate, défendant les droits des femmes et des enfants. Elle s'est investie dans le combat pour le droit de vote des femmes en fondant et en éditant la revue Rénovation féminine (en espagnol : Feminista Renovación). Avec d'autres féministes, elle présente une pétition avec 2000 signatures à l'Assemblée nationale du Panama demandant le droit de vote, des modifications du Code civil pour créer un système de justice pour mineurs, des écoles professionnelles ainsi que des lois visant à protéger les travailleuses. Leur plaidoyer n'aboutit pas mais une loi est adoptée, établissant un système permettant aux citoyens d'obtenir une carte d'identité. Le PNF demande alors des cartes pour ses militantes. En 1936, lorsque Elida Campodónico, Clara González et Otilia Arosemena de Tejeira appellent un ministre, protestant contre l'impossibilité d'obtenir une carte d'identité, il leur répond : « Au Panama, il n'y a pas de citoyennes mais que des citoyens masculins ».
En réponse, le PNF présente une autre pétition à l'Assemblée nationale pour la réforme de la loi électorale, mais elle n'aboutit pas non plus. Frustrées, elles proposent d'organiser un congrès en 1938 afin de travailler à la réforme du Code civil, mais elles en sont empêchées par le président Juan Demóstenes Arosemena. En juillet 1941, une série de lois est adoptée, ne donnant pas la citoyenneté aux femmes panaméennes mais autorisant un droit de vote limitésaux conseils provinciaux à celles qui savent lire et écrire. En 1941, un coup d'État contre Arnulfo Arias conduit à une instabilité politique : une nouvelle Assemblée constitutionnelle est convoquée. Le 31 décembre 1944, Clara González fonde le parti Union nationale des femmes (en espagnol : Unión Nacional de Mujeres ou UNM), dont Elida Campodónico siège dans l'exécutif. Clara González, en tant que représentante de l'UNM, se présente pour être élue députée à l'Assemblée constituante. Elle ne gagne pas, mais Gumercinda Páez et Esther Neira de Calvo sont élues députées. En 1946, les femmes obtiennent le droit de vote à toutes les élections et sans condition d'éducation.

### Ambassadrice du Panama
Elle travaille ensuite au ministère des Affaires étrangères. Elle est aussi la représentante de plusieurs syndicats, dont le syndicat des enseignants panaméens. En 1952, elle est nommée ambassadrice du Panama au Mexique, comptant parmi les première femmes diplomates d'Amérique latine (la Mexicaine Palma Guillén y Sánchez est ambassadrice en 1935 et la Soviétique Alexandra Kollontaï avait été nommée ambassadrice au Mexique en 1926). Après avoir quitté le service diplomatique, elle revient au Panama où elle travaille jusqu'à sa mort le 6 janvier 1960, à Panama.

## Sources
- (en) Cet article est partiellement ou en totalité issu de l’article de Wikipédia en anglais intitulé « Elida Campodónico » (voir la liste des auteurs).